# August Cervin
August Cervin (i riksdagen kallad Cervin i Sunne), född 22 oktober 1844 i Glava, död 27 juni 1904 i Sunne, var en svensk kronofogde och politiker (liberal). Svärfar till riksdagsmannen Carl Ros och far till konstnären Anna Cervin.
August Cervin, som var son till en patron, var kronolänsman 1872–1889 och därefter kronofogde i Fryksdals fögderi. Han var också ordförande i Holmedals kommunalstämma och styrelseordförande för Sunne sparbank 1897–1904.
Han var riksdagsledamot i andra kammaren för Fryksdals domsagas valkrets 1900–1902 och tillhörde i riksdagen Frisinnade landsföreningens riksdagsgrupp Liberala samlingspartiet. I riksdagen var han suppleant i 1901 års första särskilda utskott.